# Silverado
Silverado és una pel·lícula western del 1985 dirigida per Lawrence Kasdan i protagonitzada per Kevin Kline. Ha estat doblada al català.

## Argument
La ciutat de Silverado està controlada per un xèrif corrupte pagat pel cacic local, McKendrick (Ray Baker), un ramader sense escrúpols que intenta mantenir el territori de Silverado lliure perquè hi pasti el seu bestiam fent-ne fora els colons que, d'acord amb les lleis federals estatunidenques, tracten de reclamar terres per a conrear-hi.
Quatre homes, amb històries molt diferents: un antic pistoler, Paden (Kevin Kline), amic del xèrif quan tots dos formaven part de la mateixa banda; un tirador negre, Mal (Danny Glover, la família del qual conrea terres a Silverado sense saber que sobre seu pesa l'amenaça d'en McKendrick; i dos germans, Jake (Kevin Costner) i Emmett (Scott Glenn), qui havia matat feia anys el pare d'en McKendrick, que estava a punt de matar per l'esquena en Jake, i que havia estat empresonat per això, juntament amb en Paden i en Mal intenten venjar-se'n.

## Repartiment
- Kevin Kline: Paden
- Scott Glenn: Emmett
- Kevin Costner: Jake
- Danny Glover: Mal Johnson
- Brian Dennehy: xèrif Cobb
- Rosanna Arquette: Hannah
- Rusty Meyers: Conrad
- John Cleese: xèrif John Langston
- Jeff Goldblum: Calvin "Slick" Stanhope
- Linda Hunt: Stella
- Brion James: Hobart
- Joe Seneca: Ezra Johnson
- Ray Baker: Ethan McKendrick
- Thomas Wilson Brown: Augie Hollis
- Jeff Fahey: Tyree
- Lynn Whitfield: Rae Johnson
- Amanda Wyss: Phoebe
- Richard Jenkins: Kelly
- James Gammon: Dawson
- Sheb Wooley: Cavalry Sergeant
- Earl Hindman: J.T. Hollis
- Pepe Serna: Scruffy